# 赛金花

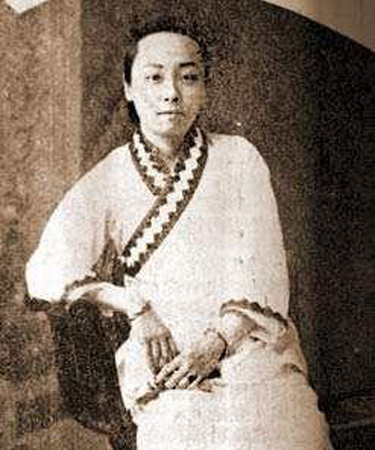
賽金花交領袍像

赛金花（1872年10月9日—1936年12月4日），女，安徽黟县人，清末民初交際花，曾嫁予多名政治人物。

## 生平

### 早期
赛金花闺名赵灵飞，乳名赵彩云（一说姓郑），清同治十一年（1872年）十月九日生于安徽徽州黟县。后随父亲移居到苏州。1886年，在苏州河上的花船上为清倌人，改名傅彩云。后下海接客。

### 公使夫人
1886年，前科状元洪钧回苏州守孝。与赛金花初见，洪钧为其美色所倾倒。1887年正月十四日，洪钧纳15歲的赛金花为三姨太，並改名为洪梦鸾。
1887年5月，清政府委派洪钧出使德、俄、荷、奥欧洲四国。洪钧的正室夫人稱病不便随洪钧一同前往，遂命赛金花随洪钧出访，并借诰命服饰给赛金花。因此，赛金花以公使夫人的名义出使四国。
出使期间，在柏林居住数年，到过圣彼得堡、海牙等地，周旋于上层社会。受到过德皇威廉二世和皇后奥古斯塔·维多利亚的接见。在此期间，与后来的八国联军统帅瓦德西相识。在柏林居住期间，赛金花經歷過一次流產後与洪钧生育一女，因誕生在德國，故取名德官。
三年后，1892年11月30日，洪钧任满回到上海，12月底抵达北京。任兵部左侍郎，仍居于京城邸宅。

### 名妓
返國後受正室排擠，只能和幼女住在偏房。光绪十九年（1893年）阴历八月二十三日，洪钧因病去世。赛金花被人算計凈身出戶，但女兒德官得以留在洪府，隨後在护送洪钧棺柩南返苏州途中离开洪家，而今生亦未能再與女兒相見（德官19歲病故），留在上海。赛金花在二马路鼎丰裏旁的彦丰裏租了房子，买了两个姑娘，挂牌书寓，改名曹梦兰，花名傅彩云。因状元夫人和公使夫人的招牌而名扬上海滩，被称为花榜状元。
光绪二十四年（1898年）夏天，苏州状元陆润庠串通上海知府，强迫赛金花离开上海。为了躲避祸端，赛金花北上天津，先住在高小妹的班子裏，很多人前来捧场。后来在滨江北道的旧“金花”妓院原址租房，挂牌“赛金花书寓”，并改名赛金花，并组织“金花班”。
光绪二十五年（1899年）搬往北京，住在西单石头胡同，先后在高碑胡同、陕西巷挂牌营业。因与京城名儒、巨商卢玉舫结拜，排行老二，因而人称赛二爷。后搬回天津。
在这期间，京剧票友孙作舟，字少棠，人称孙三爷一直与赛金花同居，为赛金花的书寓撑腰。而赛金花与孙作舟過分的亲密关系，也影响了赛金花的营业。

### 第二次婚姻
1903年4月，金花班一姑娘凤铃不忍卖淫为生服鸦片自杀。赛金花被巡城御史高第柟逮捕，送至刑部，5月被递解回苏州，后被释出狱。赛金花出狱后，花班散了，家财也被散尽，后返上海与李萃香、林绛雪、花翠琴、林黛玉、陆兰芳一起挂牌。
1905年，赛金花解除了和孙作舟的关系。
宣统三年（1911年），赛金花嫁给了沪宁铁路段稽查曹瑞忠做妾。次年曹死，再为娼。

### 第三次婚姻

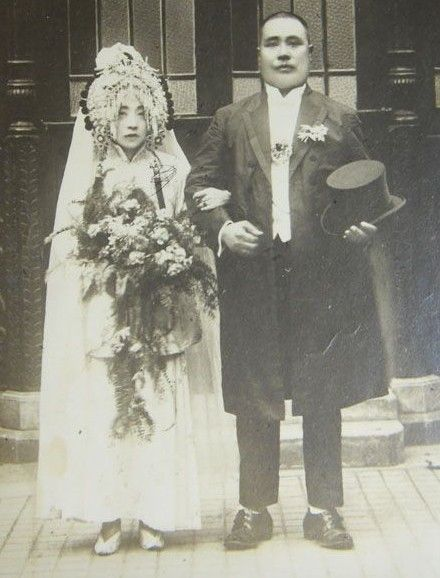
赛金花与魏斯炅结婚照（1918年，上海）

1913年赛金花与曾任参议院议员、江西民政厅长的魏斯炅相识。1916年两人一同到北京，住在北京前门外的樱桃斜街。1918年6月20日赛金花与魏斯炅在上海正式结婚，改名魏赵灵飞。1921年7月，魏斯炅因病去世。

### 晚年
魏斯炅去世后，赛金花搬出魏家，搬入天桥居仁裏的房子。赛金花的晚年贫困潦倒，接受过很多人的接济，最后的日子是和她的女仆顾妈（顾蒋氏）一起度过的。1936年12月4日（一说11月17日），赛金花因病于北京过世，终年64岁（有72岁之说）。同年夏衍的同名話劇《賽金花》在金城大戲院公演，但她本人也未能在生前親自看到這部戲。
赛金花死后，在好心人的帮助下，在陶然亭「香冢」旁草草下葬。赛金花墓在锦秋墩南坡上，香冢、鹦鹉冢之西。墓为大理石砌成，墓碑为高1.8米的花岗岩，据说墓碑是著名书画家齐白石所题。
陶然亭还有记述赛金花生平的三块石刻：彩云图、前彩云曲和彩云后曲。彩云图是著名书画家张大千为赛金花画的画像，《前彩云曲》和《彩云后曲》为樊增祥为赛金花作的长诗。

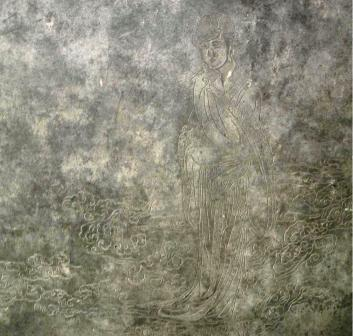
彩云图

## 文學作品

### 小說
- 曾朴的《孽海花》（“清末四大谴责小说”之一）
- 张鸿的《续孽海花》
- 刘半农与商鸿逵的《赛金花本事》（1934年）
- 张弦的《红颜无尽：赛金花传奇》
- 赵淑侠的《赛金花》（1990年）
- 柯兴的《清末名妓赛金花传》（1991年）
- 高陽的《狀元娘子》（1998年）

## 影視作品

### 話劇
- 夏衍的话剧剧本《赛金花》（1936年）。江青曾争演赛金花角色，未成。主演：王莹

### 電視劇
- 亞洲電視電視劇《賽金花》 1988年 香港女演員劉雪華飾演
- 台灣電視公司連續劇《赛金花》1991年 香港女演員陳玉蓮飾演

### 舞台劇
- 中國大陸導演田沁鑫的舞臺劇《風華絕代》2012年 中國大陸女演員劉曉慶飾演